# John Magaro
John Robert Magaro (sinh ngày 16/2/1983) là nam diễn viên người Mỹ. Anh cùng với James Gandolfini từng tham gia trong phim Not Fade Away (2012). Năm 2015, anh đóng phim Carol, cùng với nữ diễn viên Rooney Mara. 

## Thời thơ ấu
John sinh ra tại Akron, Ohio và lớn lên ở vùng ngoại ô Munroe Falls. Anh là con trai của bà Wendy và ông James Magaro. Cha anh là người gốc Ý còn mẹ anh là người Do Thái, cả hai đều là giáo viên. Từ khi nhỏ, John đã đóng quảng cáo trên ti vi, anh cũng từng tham gia trong một tập của sê-ri phim tài liệu Rescue 911 (1989-1996).

## Danh sách phim

### Truyền hình
| Năm       | Tên                               | Vai                      | Ghi chú                   |
| --------- | --------------------------------- | ------------------------ | ------------------------- |
| 2006      | Conviction                        | Jiggy                    | Tập: "Denial"             |
| 2007      | Law & Order                       | Nathan Gersh             | Tập: "Talking Points"     |
| 2009      | Taking Chance                     | Rich Brewer              |                           |
| 2010      | Law & Order: Special Victims Unit | Andrew Hingham           | Tập: "Conned"             |
| 2011      | Body of Proof                     | Chuck Foster             | Tập: "Buried Secrets"     |
| 2012      | Person of Interest                | Carl Elias (khi 22 tuổi) | Tập: "Flesh and Blood"    |
| 2015      | Law & Order: Special Victims Unit | Keith Musio              | Tập: "Institutional Fail" |
| 2015–2017 | Orange Is The New Black           | Vince Muccio             | 8 tập                     |
| 2015–2016 | The Good Wife                     | Roland Hlavin            | 3 tập                     |
| 2016      | Angie Tribeca                     | Snick                    | Tập: "The Coast Is Fear"  |
| 2016      | Crisis in Six Scenes              | Alan Brockman            | 5 tập                     |
| 2018      | Jack Ryan                         | Victor Polizzi           | Vai phụ                   |
| 2019      | The Umbrella Academy              | Leonard Peabody          | Đang sản xuất             |